# 100 große russische Reisende
100 große russische Reisende (russisch 100 великих русских путешественников / 100 welikich russkich puteschestwennikow, wiss. Transliteration 100 velikich russkich putešestvennikov) ist ein Buch aus der russischen Buchreihe der 100 welikich aus dem Buchverlag Wetsche (russisch Вече) in Moskau. Sein Verfasser ist Nikolai Nikolajewitsch Nepomnjaschtschi, der auch viele weitere Bände zu der Reihe beisteuerte. Das Buch erzählt in der gewohnten Art und Weise der Reihe („Во славу Отечества“) unter markanten Überschriften informativ und auf unterhaltende Weise von den (heroischen) Schicksalen von hundert großen russischen Reisenden und Entdeckern.

„Sie wandelten auf unberührten Tierpfaden, bahnten sich ihren Weg durch Moore, standen bis zur Brust im kalten Wasser, erfroren im Schnee der Arktis, übernachteten in Zelten, die von bösen Winden auf dem Eis des Arktischen Ozeans verweht wurden, erstickten auf Gebirgspässen und starben des Durstes in den Wüsten des Ostens und Afrikas. Auf der Suche nach neuen Inseln überquerten sie die Meere auf Holzschiffen und segelten auf Lederkajaks entlang unbekannter Flüsse. Sie umsegelten die Welt unter den Segeln russischer Schiffe ...“

## Inhaltsübersicht
(Übersicht, leicht modifiziert, in der Reihenfolge des russischen Originals)
- P. F. Anjou: Auf der Suche nach den nördlichen Inseln
- W. K. Arsenjew: „Russischer Cooper“
- L. K. Artamonow: Löschen von „weißen Flecken“ aus der Karte des schwarzen Kontinents
- W. W. Atlantssow: „Jermak von Kamtschatka“
- А. А. Baranow: Der Herrscher des russischen Amerika
- N. A. Begitschew: Polarforscher
- F. G. v. Bellingshausen: Vorwärts zur Antarktis!
- V. Bering: „Russischer Kolumbus“
- N. Ja. Bitschurin: „Pfadfinder des Ostens“
- N. K. Boschnjak: Der Entdecker der Sachalin-Kohle
- A. K. Bulatowitsch: Erforscher des „Afrikanischen Tibet“
- A. I. Butakow: Erforscher des Aralsees
- N. I. Wawilow: Zu Besuch auf fünf Kontinenten
- Tsch. Tsch. Walichanow: „Ein glänzender Meteor über den Köpfen der Kasachen“
- M. I. Wenjukow: Reiste um die Welt und übersetzte die „Marseillaise“
- A. I. Wilkizki: Ein Name verewigt auf der Karte der Arktis
- A. I. Wojeikow: Geophysiker, der die Zukunft voraussagte
- F. von Wrangel: Auf der Suche nach dem „Mutterland“
- Wasilli Gagara: Nach Jerusalem und Ägypten
- M. S. Gwosdew: Der berühmte Vermesser
- J. G. Georgi: Zu seinen Ehren wurde die Blume der Dahlien benannt
- S. G. Gmelin: Ein hervorragender Naturforscher
- W. M. Golownin: Patriot des Fernen Ostens
- N. S. Gumiljow: Ungeduld, Harar zu erreichen
- S. I. Deschnjow: Wies die nach Bering benannte Meerenge nach
- А. W. Jelissejew: Straßen von Afrika und der Rest der Welt
- L. A. Sagoskin: Entdecker neuer Länder
- W. F. Suijew: Der erste, der den Nördlichen Ural überquerte
- M. A. Castrén: „Der Pionier, der die Nachfolger überholte“
- A. F. Kaschewarow: Kreole – Patriot von Alaska
- Je. P. Kowalewski: Ein Reisender auf dem Land und auf dem Meer
- P. K. Koslow: Erbe und Nachfolger von Przewalski
- M. G. Kokowzew: Der erste russische Afrikaner
- W. L. Komarow: Ein herausragender Akademiker-Botaniker
- F. F. Konjukow: Eroberer der fünf Pole der Erde
- N. L. Korschenewski: Er löschte „weiße Flecken“ aus der Karte der Pamirs
- О. v. Kotzebue: Er wollte ein starkes Russland sehen
- A. N. Krasnow: Schöpfer des kolchischen Paradieses
- S. P. Krascheninnikow: Der Chronist von Kamtschatka
- A. J. von Krusenstern: Die erste russische Weltumseglung
- M. P. Lazarew: Admiral-Innovator
- G. H. v. Langsdorff: Enzyklopädist, der die Hälfte der Welt bereiste
- D. Ja. Laptew: Nach seinem Namen ist das Meer benannt
- G. S. Lebedew: Adept der „alten Weisheit des Ostens“, der erste russische Indologe
- I. I. Lepjochin: Reisender, Naturforscher und Lexikograph
- Ju. F. Lissjanski: Dreimaliger Pionier
- F. B. Lütke: Sein Name ist fünfzehnmal auf der Weltkarte zu finden
- R. K. Maack: Sein Name ging in die Geschichte Sibiriens ein
- S. O. Makarow: Sein Lieblingsmotto ist „Erinnere Dich an den Krieg“
- S. G. Malygin: Sowohl Kapitänskommandant als auch Eisbrecher
- A. Th. v. Middendorf: Kannte die Geheimnisse der nördlichen Länder
- N. N. Miklucho-Maklai: Ein Freund der dunkelhäutigen Völker
- I. Ju. Moskwitin: Auf der Suche nach dem „Silberberg“
- I. W. Muschketow: Gründer der russischen Seismologie
- G. I. Newelskoi: Reisender und Militär
- A. N. Nikitin: „Über die drei Meere“
- A. S. Norow: Verehrung des Heiligen Grabes
- W. А. Obrutschew: Wissenschaftler und Schriftsteller
- D. L. Owzyn: Teilnehmer an der Großen Nordischen Expedition
- N. Ja. Oserezkowski: Entdeckte das Seengebiet
- P. S. Pallas: Nach seinem Namen sind Tiere und Pflanzen benannt
- P. K. Pachtussow: Ein tapferer Navigator und ein ehrlicher Bürger
- P. I. Paschino: Ein berühmter Orientalist – ein vergessener Wanderer
- Pewzow, M. W.: Ein vielseitiger Praktiker und Geograph-Forscher
- N. M. Przewalski: Stolz Russlands
- Bischof Porphyrius (Uspenski): Gottes Biene der russischen Wissenschaft
- G. N. Potanin: „Sibirischer Lomonosow“
- W. D. Pojarkow: Entdeckte den Amur und die Amur-Region
- W. W. Prontschischtschew: Der Pionier des russischen Nordens
- N. K. Roerich: „Ein großer Freund Indiens“
- W. I. Roborowski: Ein würdiger Schüler von Prschewalski
- W. А. Russanow: Eine Spur in der Geschichte der Arktis
- N. P. Rytschkow: „Aus seinen Beschreibungen kann man noch profitieren“
- Jakow Sannikow: Auf der Suche nach unentdecktem Land
- W. W. Saposchnikow: Ein weltberühmter Botaniker
- G. A. Sarytschew: Kartograph und Hydrograph
- N. A. Sewerzow: Der Gründer der russischen Tierökologie
- G. Ja. Sedow: Besessen vom Nordpol
- P. P. Semjonow-Tjan-Schanski: Ein halbes Jahrhundert an der Spitze der Geographischen Gesellschaft
- О. J. Senkowski: „Mephistopheles der Nikolaus-Epoche“
- G. W. Steller: Der Entdecker der Seekuh
- E. v. Toll: Zu unbekannten Ländern
- G. L. Trawin: Auf dem „Eisenhirsch“ entlang der Grenzen der UdSSR
- A. P. Fedtschenko: Der erste Forscher von Fergana und Alai
- Je. P. Chabarow: „Brachte vier Länder unter die Hand des Souveräns“
- L. Cienkowski: Ein hervorragender Botaniker, der Gründer der Bakteriologie
- G. Z. Zybikow: Ein Pilger an den Schreinen von Tibet
- A. Czekanowski: Kartograph Ostsibiriens
- S. I. Tscheljuskin: „Es muss getan werden“
- I. D. Tscherski: Initiator des Studiums der Geologie von Sibirien
- A. P. Tschechow: „Mein Traum ist eine Reise nach Spitzbergen“
- A. I. Chirikov: Entdecker neuer Gebiete im Fernen Osten
- P. A. Tschichatschow: Der große russische Naturforscher
- W. Ja. Tschitschagow: Ein Seemann ist ein Ritter des Ordens von St. Georg
- N. P. Schalaurow: Die verlorene Galotte eines autodidaktischen Geographen
- G. I. Schelichow: „Ich segelte auf den Meeren, ich entdeckte unbekannte Länder ...“
- N. G. Schilling: Pionier des Nordmeeres
- St. Szolc-Rogoziński: Entdeckungen unter dem Äquator
- A. v. Schrenk: Ein Kenner der europäischen Tundra
- W. W. Junker: Russisch in der Wildnis von Afrika